# Ливеровская, Мария Исидоровна
Мари́я Иси́доровна Ливеро́вская (Санкт-Петербург, 16 января 1879 — Петроград, 1923) — российский филолог-романист, переводчица, специалист по западноевропейской литературе средних веков, профессор.

## Биография
Урождённая Борейша; дочь статского советника Исидора Петровича Борейши, правителя канцелярии Петербургского учебного округа. Сестра футболиста Петра Борейши. Первым браком (1898) была замужем за морским врачом Алексеем Васильевичем Ливеровским. Вторым браком (1921) — за физиком Николаем Николаевичем Семёновым, будущим лауреатом Нобелевской премии. На их квартире в начале 1920-х годов собирались молодые учёные-физики, входившие в кружок А. Ф. Иоффе.
Имела четырёх детей. Среди них сыновья — доктора наук Юрий Алексеевич Ливеровский, Алексей Алексеевич Ливеровский; дочь — Татьяна Алексеевна Ливеровская (1913—1993).
Скончалась в Петрограде в 1923 году от рака или, по другим сведениям, от лучевой болезни, развившейся от чрезмерной дозы облучения, полученной при лучевой терапии, новом тогда методе лечения онкологических заболеваний. Похоронена на Богословском кладбище (Санкт-Петербург).

## Филолог
Среднее образование получила в Смольном институте (1890—1896), закончила его с большой золотой медалью. В 1907 году стала одной из первых в России женщин, учившихся в качестве вольнослушательницы на романо-германском отделении историко-филологического факультета Петербургского университета. Слушала лекции в Мюнхенском университете. Защитила диссертацию на соискание степени магистра романо-германской филологии (1912; темой диссертации были песни провансальских трубадуров). Преподавала на высших историко-литературных курсах Раева, одновременно читала курс зарубежной литературы в женской гимназии Таганцевой. Знала 17 языков. Перевела на русский язык «Новую жизнь» (Vita nuova) Данте и средневековую песню-сказку «Окассен и Николет». Работала в Петроградском университете на кафедре В. М. Жирмунского.
В 1917 году стала одним из организаторов историко-филологического факультета в Самарском учительском институте, где заняла должность доцента на кафедре германо-романских языков. Когда педагогический институт получил статус открытого университета, Ливеровской было присвоено профессорское звание.
Литературовед Б. М. Эйхенбаум вспоминал о ней:

Среди нас была одна женщина, не только умственно, но и душевно богато одарённая. Она переводила песни провансальских трубадуров, «Новую жизнь» Данте и с большим музыкальным и словесным изяществом пела старинные французские романсы.

## Труды
- Об Окассене и Николетт. Средневековая песня-сказка. Перевод со старофранцузского М. И. Ливеровской. СПб, 1914 (переиздавалась в 1935 и 1956 под названием «Окассен и Николет»).
- Данте. Новая жизнь. Перевод в стихах с введением и комментарием проф. М. И. Ливеровской. Самара, 1918.